# Andrei Berki
Andrei Berki (eigtl. András Berki; * 7. November 1952 in Sângeorgiu de Mureș, Kreis Mureș) ist ein rumänischer Bogenschütze.
Berki nahm an den Olympischen Spielen 1980 in Moskau teil und beendete den Wettbewerb als 15. Berki war der erste Sportler seines Landes, der bei Olympischen Spielen in dieser Disziplin antrat.